# Maandverbandwegwerpzakje

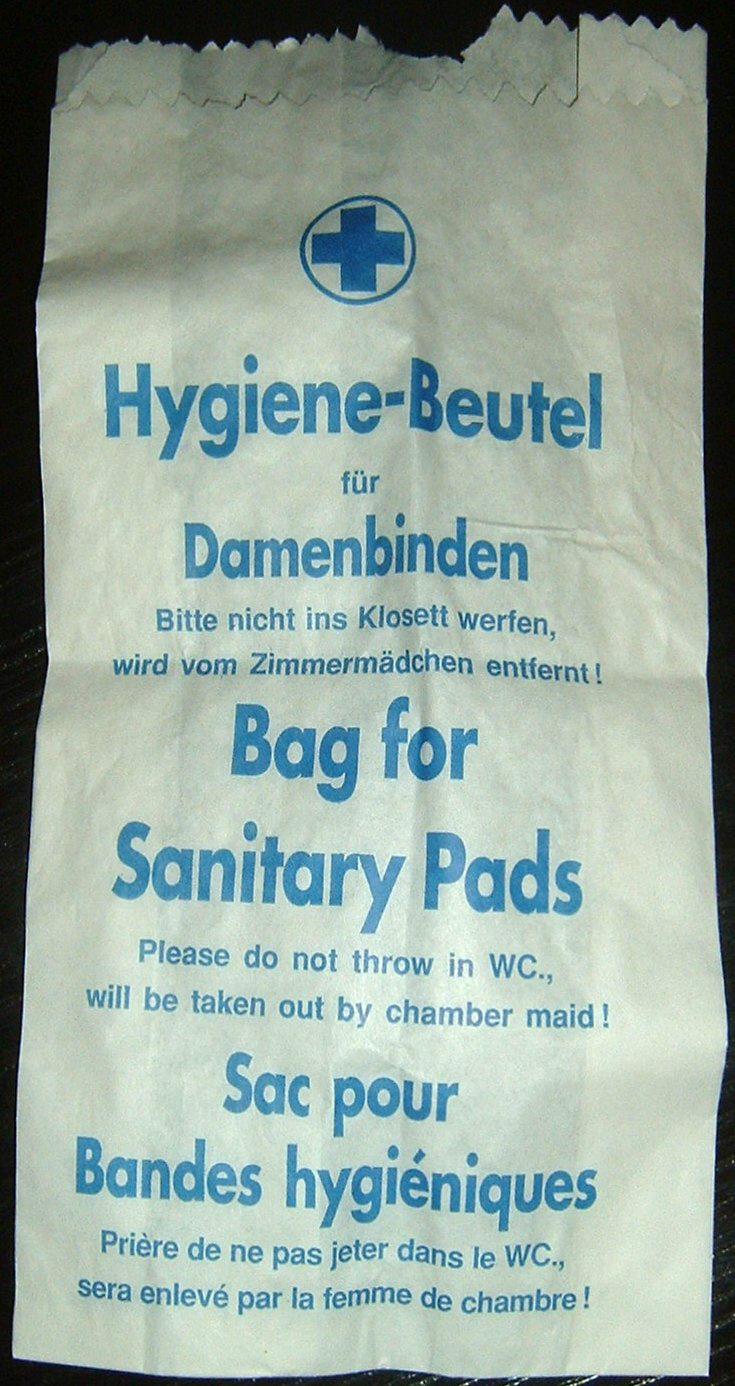
Maandverbandwegwerpzakje

Een maandverbandwegwerpzakje is een papieren zakje dat bedoeld is om gebruikt maandverband weg te werpen.

## Inleiding
Het is onwenselijk dat gebruikt maandverband door het toilet wordt gespoeld, in verband met gevaar voor verstoppingen in het riool of in de pompen van het waterzuiveringsbedrijf. In openbare toiletten is daarom meestal een afvalemmer aanwezig om het gebruikte maandverband in te deponeren. Ten behoeve van de hygiëne is het prettig dat het gebruikte maandverband eerst wordt ingepakt, en daarvoor zijn maandverbandwegwerpzakjes ontworpen. Deze zakjes worden dan ter vrij gebruik in de toiletten gelegd (of soms opgehangen aan een snoer of in een rekje). 
De zakjes zijn van papier gemaakt, en hebben meestal een speciale coating die ze enigszins waterafstotend maakt. Deze coating belemmert het naar buiten lekken van de vochtige inhoud van het maandverbandwegwerpzakje.

## Vorm en afmetingen
De afmetingen van de verschillende in gebruik zijnde maandverbandwegwerpzakjes variëren enigszins. De gebruikte breedte varieert van 10 centimeter tot 17 centimeter, de lengte varieert van 24 tot 28 centimeter. Aan de bovenkant van het zakje zit een omslag, waardoor het zakje, als het gevuld is, dicht kan worden gevouwen. Er is echter geen plakrand. In enkele gevallen is het zakje zodanig gemaakt dat er aan de zijkant extra papier is, zodat het zakje ook een diepte heeft. 

## Opdruk
In Noordwest Europa wordt het maandverbandwegwerpzakje voorzien van een korte, viertalige gebruiksaanwijzing: Nederlands, Engels, Duits en Frans. In de tekst wordt benadrukt dat het zakje in de daartoe aanwezige afvalemmer dient te worden gedeponeerd. In veel gevallen staat er boven de tekst een medisch kruis, in sommige gevallen is er een logo en soms zelfs contactinformatie van de producent van het maandverbandwegwerpzakje afgedrukt. Voor de opdruk wordt slechts één kleur gebruikt, meestal blauw, een enkele keer groen. De achterkant van het maandverbandwegwerpzakje blijft bijna zonder uitzondering onbedrukt. De verschillende talen worden duidelijk gescheiden, soms door een frivool teken, vaak een ster, maar ook iets in de vorm van een bloem. Soms bestaat de scheiding uit een vetgedrukt woord in de betreffende taal.